# 줄리우 세자르 소아리스 이스핀돌라
줄리우 세자르 소아리스 이스핀돌라(포르투갈어: Júlio César Soares de Espíndola, 1979년 9월 3일 ~ )는 브라질의 은퇴한 축구 선수로 현역 시절 포지션은 골키퍼였다.
2009년에 그는 IFFHS의 세계 골키퍼 랭킹에서 이케르 카시야스와 잔루이지 부폰 다음의 순위인 3위에 올랐다. 같은 해에 그는 세리에 A 최고 골키퍼 상을 받았다. 그리고 그는 2009년의 발롱도르 순위에서 21위에 올랐는데, 이 순위에 오른 것은 카시야스와 함께 그가 유일하다.

## 클럽 경력

### CR 플라멩구
줄리우 세자르는 그의 축구선수로서의 경력을 1997년 CR 플라멩구에서 팀 내 베테랑 골키퍼였던 클레메르의 밑에서 시작하였다. 2000년에는 그는 팀의 명실상부한 주전 골키퍼가 되었으며 리우데자네이루 주에서 열리는 캄페우나투 카리우카에 네 번이나 우승컵을 들어올렸다. 이러한 인상적인 활약 덕분에 그는 2004년 코파 아메리카에서 브라질의 주전이 될 수 있었다. 그는 플라멩구에서 활약하는 동안 많은 팬들의 사랑을 받았는데, 이유는 그의 클럽에 대한 열정과 선수들 사이의 특출난 재능이 있었기 때문이다.
그는 자유계약으로 2005년 1월 키에보베로나로 입단하였으나, 이는 세리에 A의 강호인 인테르나치오날레가 그를 가지기 위해 일부러 그 곳으로 입단시킨 투기적인 성격이 강했다.
세리에 A의 규칙에 따르면 EU 국적을 가지지 못한 선수와 계약하는 것에는 한도가 있기에 처음에 줄리우 세자르는 키에보에 입단하였다. 키에보에서의 6개월 동안 그는 루카 마르케지아니에게 밀려 키에보의 주전이 되지 못하였으며 경기에 출전하지 못 하였다. 그가 클럽에서 아무런 활약을 보여주지 못 하였음에도 불구하고, 그는 여전히 브라질 국가대표팀에 이름을 올렸다.
결국 2005년 6월, 그는 인테르와 3년 계약을 맺는다.

### FC 인테르나치오날레 밀라노
그는 세리에 A 2005-06에 인테르의 선수 명단에 이름을 올렸으며, 프란체스코 톨도에 이은 두 번째 골키퍼로 예상되었다. 그의 첫 경기는 인테르가 수페르코파 이탈리아나에서 우승하는 것을 벤치에서 지켜봐야했다. 그러나 그는 곧 톨도를 제치고 팀의 주전이 되었으며, 그 덕분에 인테르는 세리에 A에서 유벤투스와 AC 밀란에 이은 3위를 기록하였다. 그러나 축구 스캔들 이 터지면서 인테르가 2005-06 시즌을 우승한 것으로 처리된다. 이 이후로 인테르는 5년 연속 스쿠데토를 차지하게 된다.
2009년 그는 ESPN 브라질이 뽑은 2008-09 시즌 최고의 선수에 선정되었다. 그리고 그는 프레미우 푸테볼 노 문도 (세계축구상)도 수여받았다.
2009년 11월에는 인테르와의 계약을 2년 더 연장한 2014년까지 연장했다. 인테르에서의 인상적인 활약은 예전 인테르의 골키퍼였던 지안루카 팔루카에게 그가 세계 최고의 골키퍼라는 찬사를 받게 했다. 그리고 또한 그는 이탈리아의 전설적인 선수인 디노 초프와 팀 동료인 톨도에게도 같은 칭찬을 받았다. 2010년 1월 24일, 줄리우 세자르는 데르비 델라 마돈니아에서 브라질 대표팀 동료인 호나우지뉴의 페널티킥을 선방하여 9명인 인테르가 밀란을 상대로 2 - 0 승리를 거두는데 기여를 했다.
그의 이러한 활약으로 인테르가 트레블을 했으며, 그도 2010년 8월 26일 UEFA 올해의 골키퍼상을 받았다.

### 퀸스 파크 레인저스
2012년 8월, 사미르 한다노비치의 영입과 자신의 연봉을 삭감하려는 구단의 움직임에 따라 FC 인테르나치오날레 밀라노를 떠나 퀸스 파크 레인저스에 입단하였다.

## 국가대표팀 경력
줄리우 세자르의 대표팀 경력은 2003년부터 시작되었지만 처음에는 디다에 밀려 후보였다. 그는 2003년 FIFA 컨페더레이션스컵에도 이름을 올렸지만, 실제로 뛰지는 못하였다. 그가 처음으로 국제 경기에서 모습을 보인 것은 2004년 코파 아메리카였으며, 그는 디다를 밀어내고 6경기를 대표팀 주전으로 활약했다. 아르헨티나를 상대로 한 결승전 경기에서 그는 아르헨티나의 첫 번째 키커의 슛팅을 막아내어 브라질이 승부차기 끝에 4 - 2로 이기는데 큰 기여를 하였다.
그렇지만 그는 이후 3년 동안 대표팀 후보 골키퍼였으며, 이 기간 동안 오직 7번만 출전하였다. 그는 2005년 FIFA 컨페더레이션스컵와 2007년 코파 아메리카에는 대표팀 명단에서 제외되었지만, 2006년 FIFA 월드컵에는 디다와 호제리우 세니에 이은 3번째 골키퍼로 이름을 올렸다.
월드컵 이후 디다의 대표팀 은퇴와 함께 브라질의 새로운 주전 골키퍼를 위한 경쟁이 시작되었다. 그는 처음에 새로운 감독인 둥가의 취향에 맞지 않아 토트넘 홋스퍼 FC의 에우렐류 고메스, FC 포르투의 에우통, AS 로마의 도니에게 밀렸다. 그는 어쩔 수 없이 소속 클럽에서만 활약을 이어갔지만, 결국 2009년 7월 도니를 대체하면서 대표팀의 주전 골키퍼가 되었다.
줄리우 세자르의 다음 국제 대회는 2009년 FIFA 컨페더레이션스컵이었다. 이 대회에서 미국을 상대로 3 - 2로 이기면서 FIFA 컨페더레이션스컵 2연패를 이루어냈다.
그는 남아프리카 공화국에서 열린 2010년 FIFA 월드컵의 둥가 감독의 브라질 대표팀 최종 명단에 이름을 올렸다. 이것은 그의 두 번째 월드컵이었으며, 브라질은 8강전에서 줄리우 세자르의 팀동료 베슬러이 스네이더르에게 두 골을 내주면서 네덜란드에게 2 - 1로 역전패를 하면서 탈락하였다. 줄리우 세자르는 이 경기에서 많은 비난을 받았는데 그의 실수로 네덜란드에게 첫 번째 골을 내주었고, 이에 탄력을 받은 네덜란드가 역전골까지 성공시키면서 이 경기에서 이겼기 때문이다. 줄리우 세자르는 스네이더르의 크로스를 가로채기 위하여 뛰어 올랐으나 평소의 그 답지 않게 공을 놓치면서 펠리피 멜루의 머리를 맞고 들어갔기 때문이다.
그리고 4년 뒤, 줄리우 세자르는 고국에서 열린 2014년 FIFA 월드컵에서도 브라질 대표팀의 골문을 지킨다. 8강전까지는 4실점을 허용하였으나 4강 독일전에서 분투에도 불구하고 7골이나 허용하면서 미네이랑의 비극의 골키퍼로 불명에
예스러운 역사에 오르게 되었다. 이후 3, 4위전 네덜란드전에서도 이 충격에서 헤어나지 못 한 브라질의 골문을 지켜야했고 3골을 내주면서 0-3 패배를 지켜봐야 했다. 그리고 대회가 끝난 후 국가대표팀 은퇴를 선언했다.

## 수상

#### CR 플라멩구
- 캄페우나투 카리우카 : 1999, 2000, 2001, 2004
- 타사 리우 : 2000
- 타사 구아나바라 : 2001, 2004
- 코파 두스 캄페오이스 : 2001
- 코파 두스 캄페이오스 문디아이스 : 1999

#### 인테르나치오날레
- 세리에 A : 2005-06, 2006-07, 2007-08, 2008-09, 2009-10
- 코파 이탈리아 : 2005–06, 2009–10, 2010–11
- 수페르코파 이탈리아나 : 2005, 2006, 2008, 2010
- UEFA 챔피언스리그 : 2009-10
- FIFA 클럽 월드컵 : 2010

#### SL 벤피카
- 프리메이라리가 : 2014–15, 2015–16, 2016–17
- 타사 데 포르투갈 : 2016-17
- 타사 다 리가 : 2014-15
- 수페르타사 칸디두 데 올리베이라 : 2016

#### 브라질
- 코파 아메리카 : 2004
- FIFA 컨페더레이션스컵 : 2009, 2013

### 개인
- 세리에 A 올해의 골키퍼 : 2009, 2010
- UEFA 클럽 풋볼 어워드 : 최우수 골키퍼상 (2009-10)
- ESM 올해의 팀 : 2009-10
- FIFA 컨페더레이션스컵 골든 글러브 : 2013
- FIFA 컨페더레이션스컵 베스트 11 : 2013
- 프리메이라리가 최우수 골키퍼 : 2014-15
- 피라타도르 : 2010
- 인테르나치오날레 명예의 전당 : 2020
- 브라질 대표팀 최장 무실점 기록 - 581분
- 발롱도르 후보 : 2010